# Gestroomd

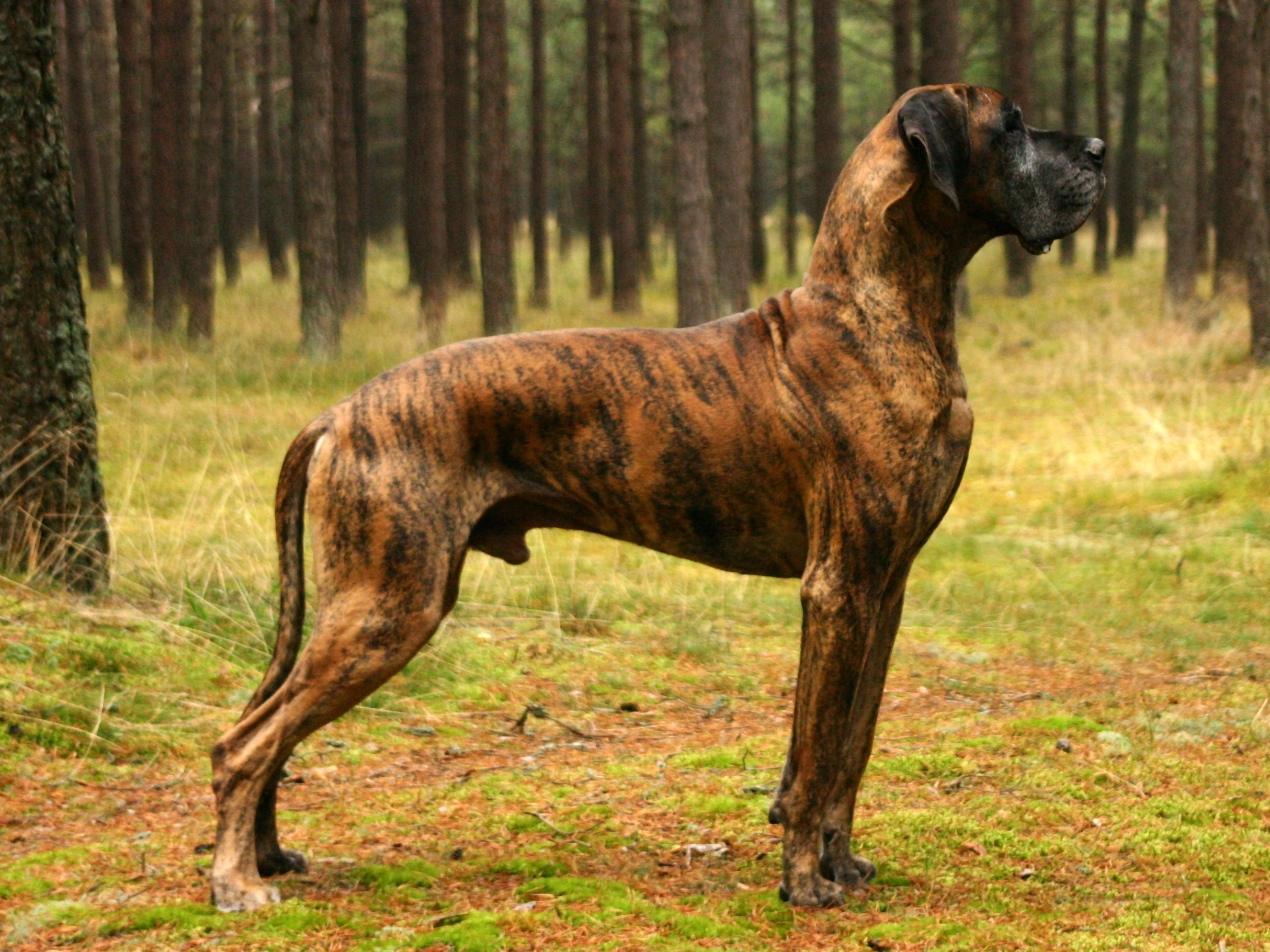
Een gestroomde Duitse dog

Gestroomd is een kleurpatroon bij dieren, met name honden, runderen, cavia's en paarden. 
Het kleurpatroon bestaat meestal uit zwarte strepen op een lichtere basis. De strepen zijn van eumelanine (zwart/bruin pigment) en de basis is phaeomelanine (rood/geel pigment), dus het uiterlijk van die pigmenten kan worden veranderd door elk van de genen die ze gewoonlijk beïnvloeden.
- Eumelanine (het pigment waaruit de strepen bestaan) kan worden aangetast door: merle (en harlekijn), leverkleur, verdunning, en recessief rood.
- Phaeomelanine (het pigment waaruit de basis bestaat) kan worden beïnvloed door het intensiteitslocus.

En natuurlijk kunnen witte aftekeningen en vlekjes (ticks) voorkomen bij elke gestroomde hond.

## Honden

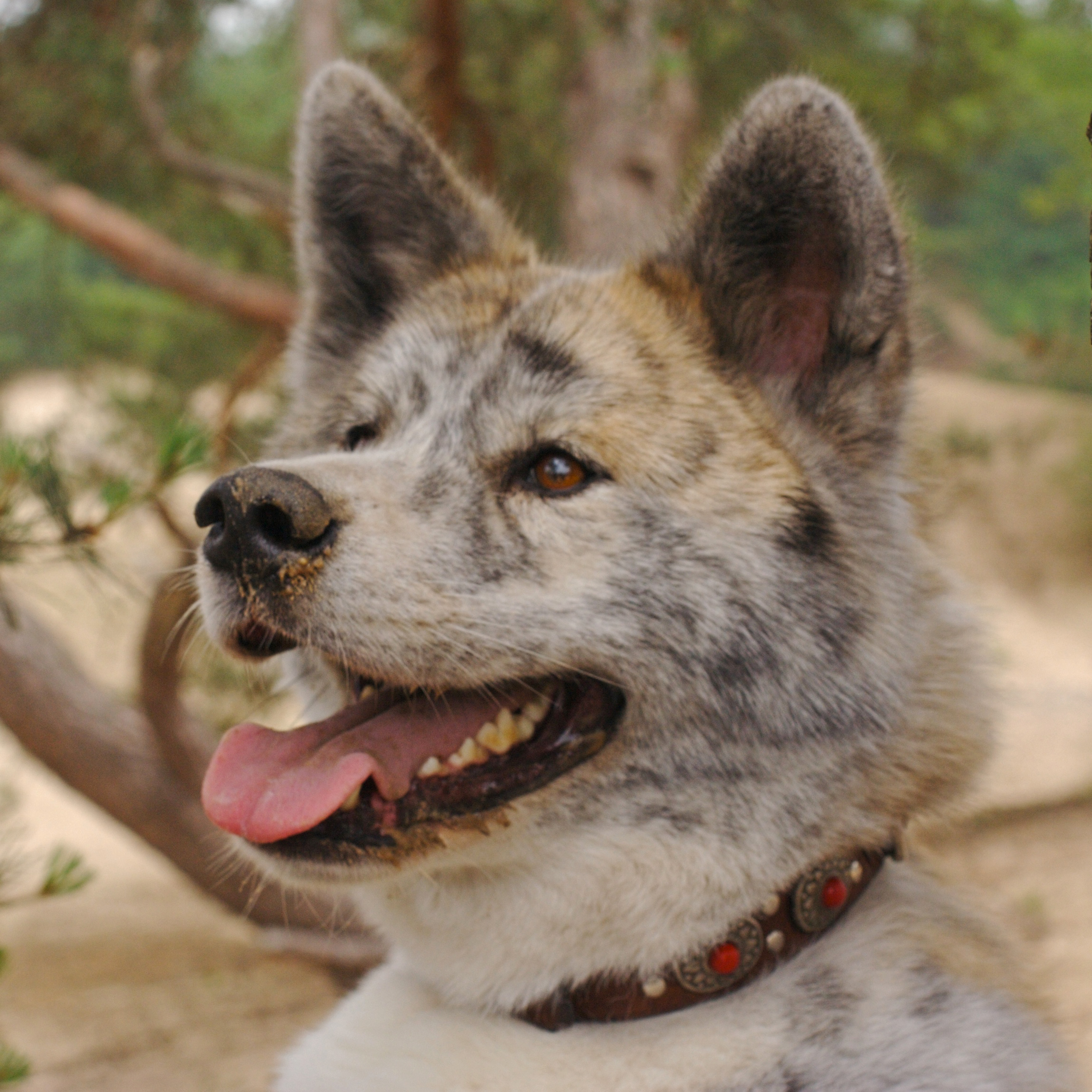
Het gestroomde kleurpatroon is minder duidelijk bij langerharige honden, zoals de Akita Inu.

Het gestroomde patroon kan ook de plaats innemen van bruin in de driekleurige vacht van sommige hondenrassen (zoals Basenjis). Deze kleuring lijkt erg op driekleur en kan alleen van dichtbij worden onderscheiden.  Het kan ook voorkomen in combinatie met merle in de punten, of als gestroomde merle, bij rassen zoals de Cardigan Welsh Corgi, hoewel dit laatste niet wordt getolereerd in de showring. De "donkere" markeringen zijn zwart of de verdunningen grijs (blauw genoemd) of bruin (soms rood genoemd). Het is niet ongewoon dat een gestroomde Cairn Terrier geleidelijk meer zwart of zilver wordt naarmate hij ouder wordt.

## Paarden

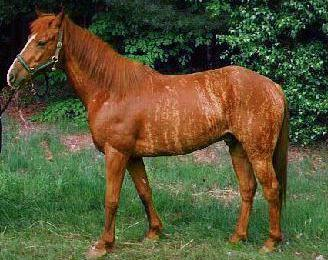
Een omgekeerd gestroomd kleurpatroon

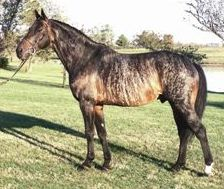
Gestroomd paard met donkerbruine basis

Het gestroomde kleurpatroon is bij paarden uiterst zeldzaam en is in veel gevallen gekoppeld aan spontaan chimerisme, wat resulteert in een dier met twee DNA-reeksen, waarbij het gestroomde patroon een uitdrukking is van twee verschillende sets van paardenvachtkleurgenen bij één paard. Deze vorm is niet erfelijk.Bij sommige paarden lijkt het patroon erfelijk te zijn, wat aangeeft dat een of meer genen verantwoordelijk zijn. Een erfelijk gestroomd patroon in een familie van American Quarter Horses werd in 2016 geïdentificeerd en kreeg de naam Brindle1 (BR1). 
Het Brindle1-fenotype heeft een X-gebonden, semidominante wijze van overerving. Merries met dit gen hebben een gestreept vachtpatroon, en haren uit de strepen hebben een andere textuur en kleur, minder recht en weerbarstiger. Hengsten hebben dunne manen en staarten, maar vertonen geen gestroomd vachtstructuurpatroon.